# Hisamitsu Springs

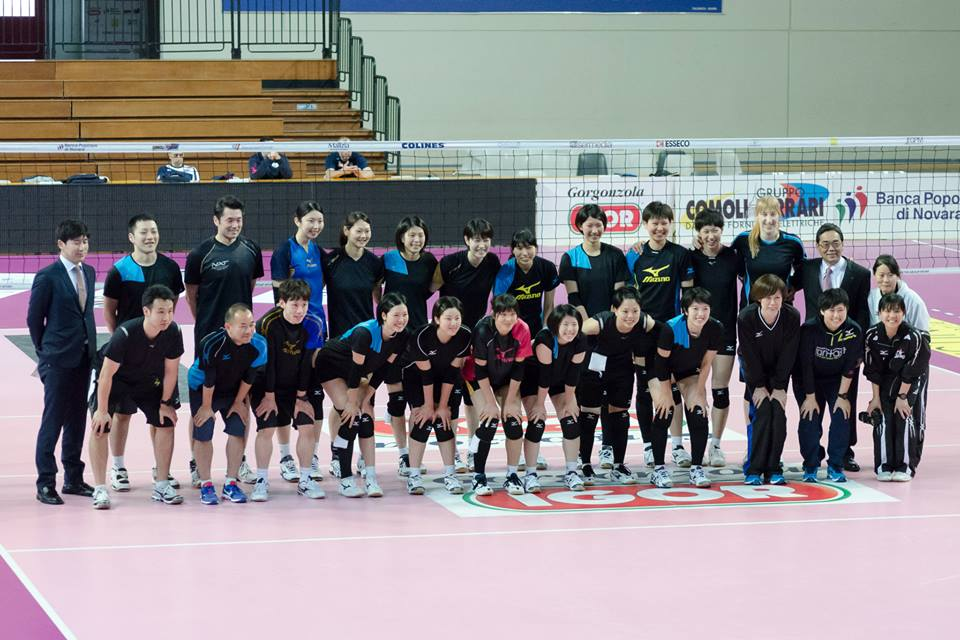
Hình ảnh chụp tất cả thành viên trong câu lạc bộ (2014)

Hisamitsu Springs (久光製薬スプリングス)  là một câu lạc bộ bóng chuyền ở Kobe và Tosu, Saga, Nhật Bản ở trong giải V.League (Nhật Bản). Câu lạc bộ thành lập năm 1948. Công ty TNHH Dược Phẩm Hisamitsu là chủ sở hữu câu lạc bộ này